# Kota (Sprache, Gabun)
Kota (auch Ikota, Ikuta und Kotu) ist eine Bantusprache und wird von circa 43.460 Menschen in Gabun und der Republik Kongo gesprochen (Zensus 2000).
Sie ist in Gabun in der Provinz Ogooué-Ivindo mit circa 34.400 Sprechern und in der Republik Kongo in den Regionen Cuvette und Sangha mit circa 9060 Sprechern verbreitet.
Kota wird in der lateinischen Schrift geschrieben.

## Klassifikation
Kota ist eine Nordwest-Bantusprache und gehört zur Kele-Gruppe, die als Guthrie-Zone B20 klassifiziert wird.
Kota hat mehrere Dialekte.